# Nova Scotia Highway 101
De Nova Scotia Highway 101 is een weg in de Canadese provincie Nova Scotia. De weg loopt van Bedford, ten westen van de hoofdstad Halifax, naar Yarmouth en is 309 kilometer lang. De Highway 101 loopt parallel aan de oude hoofdweg Trunk 1. De Highway 101 heeft de hoofdverkeersfunctie van deze weg overgenomen.
Tussen Bedford en Windsor is de Highway 101 uitgevoerd als autosnelweg. De rest van de weg is uitgevoerd als autoweg met zowel gelijkvloerse als ongelijkvloerse kruisingen.
De weg is erkend als een onderdeel van Canada's nationale wegennetwerk.